# Força Aérea e Defesa Antiaérea da Bósnia e Herzegovina
A Força Aérea da Bósnia e Herzegovina (em bósnio:  Zračne snage Bosne i Hercegovine, em croata:  Zračne snage Bosne i Hercegovine, em sérvio:  Vazdušne snage Bosne i Hercegovine) é parte das Forças Armadas da Bósnia e Herzegovina. O comando está localizado em Sarajevo. Mantém bases operacionais no Aeroporto Internacional de Sarajevo, de Banja Luka e Tuzla.

## História
A Força Aérea e a Brigada de Defesa Antiaérea da Bósnia e Herzegovina foi formada quando os elementos da Armada da Federação da Bósnia e Herzegovina e Força Aérea da República Sérvia se uniram em 2006.

## Estrutura
- Força Aérea e Brigada de Defesa Antiaérea
  - 1º Esqudrão de Helicópteros, em Sarajevo
  - 2º Esqudrão de Helicópteros, em Banja Luka
  - 3º Esqudrão de Helicópteros, em Tuzla
  - 1º Batalhão de Defesa Antiaérea, em Sarajevo
  - 2º Batalhão de Defesa Antiaérea, em Banja Luka
  - 3º Batalhão de Defesa Antiaérea, em Tuzla
  - Batalhão de Vigilância e Alerta, em Sarajevo e Banja Luka
  - Batalhão de Suporte ao voo, com destacamentos nas três bases aéreas

### Aeronaves
| Aeronave             | Origem         | Tipo                    | Versão       | Em serviço   | Notas        |              |
| Helicópteros         | Helicópteros   | Helicópteros            | Helicópteros | Helicópteros | Helicópteros | Helicópteros |
| -------------------- | -------------- | ----------------------- | ------------ | ------------ | ------------ | ------------ |
| Mil Mi-8             | Rússia         | utilitário / transporte | Mi-8/17      | 6            |              |              |
| Bell UH-1            | Estados Unidos | utilitário              | UH-1H        | 9            |              |              |
| Airbus H215          | França         | utilitário              |              |              | 12 pedidos   |              |
| Aérospatiale Gazelle | França         | utilitário              | SA341/42     | 9            |              |              |

O helicóptero presidencial (A-2603) não é utilizado há mais de seis anos.

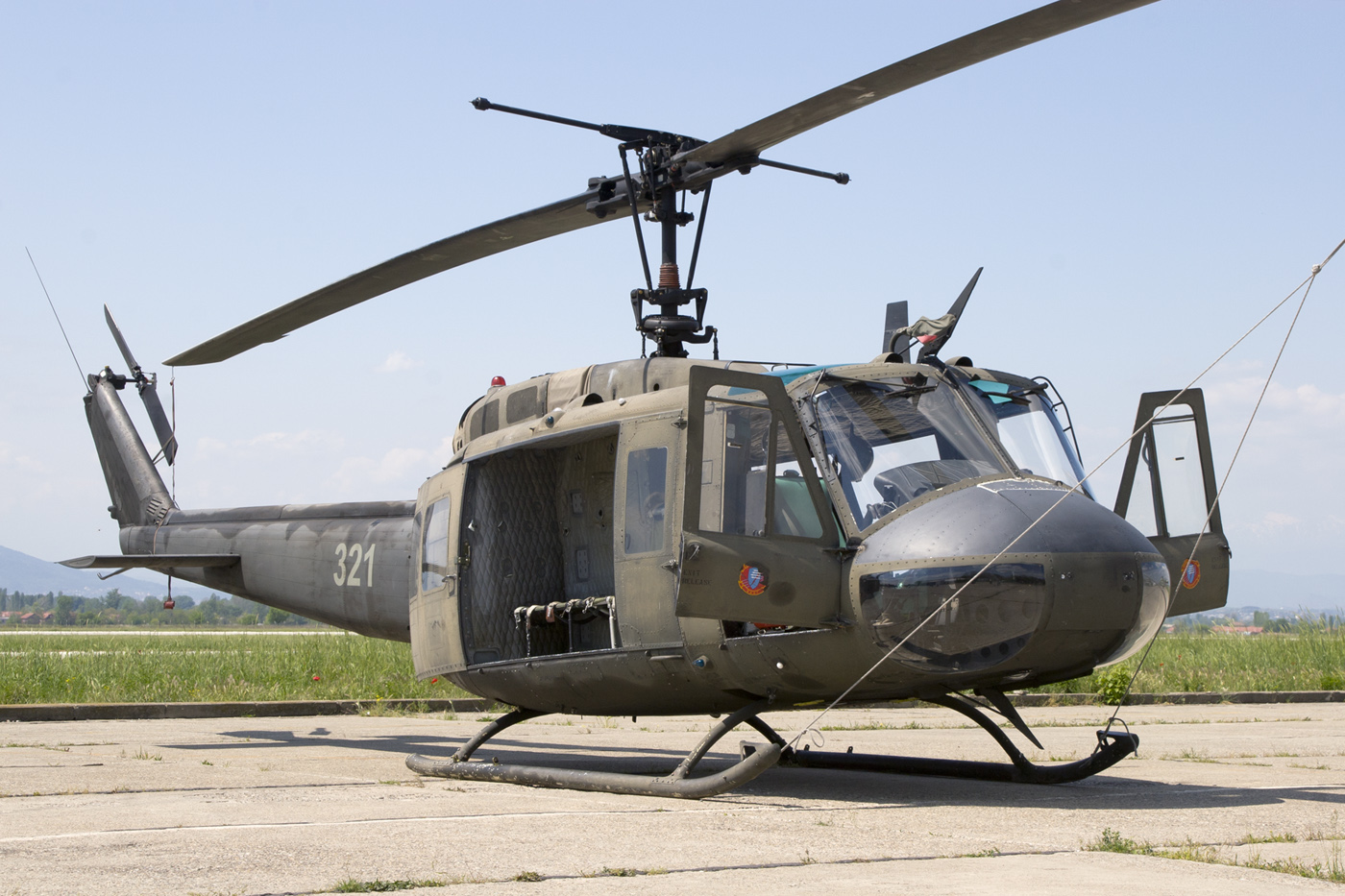
Um Bell UH-1 similar ao utilizado na Bósnia e Herzegovina

### Aposentados
As aeronaves mais notáveis anteriormente operadas pela Força Aérea consistem no UTVA 75, CASA C-212 Aviocar, Mil Mi-34, Mil Mi-24, Soko J-22 Orao, Soko G-2 Galeb e o helicóptero Bell 206.

### Defesa aérea
| 9K34 Strela-3  | União Soviética | MANPADS                               |    |  |
| FIM-92 Stinger | Estados Unidos  | MANPADS                               |    |  |
| 9K38 Igla      | União Soviética | MANPADS                               |    |  |
| 2K12 Kub       | União Soviética | sistema de míssil superfície-ar móvel | 20 |  |
| 9K31 Strela-1  | União Soviética | sistema de míssil superfície-ar móvel |    |  |
| 9K35 Strela-10 | União Soviética | sistema de míssil superfície-ar móvel |    |  |
| Bofors 40 mm   | Suécia          | Arma antiaérea                        | 47 |  |
| M53/59 Praga   | Checoslováquia  | sistema de míssil superfície-ar móvel | 96 |  |
| ZU-23-2        | União Soviética | Arma antiaérea                        | 30 |  |